# Marcin Matkowski
Marcin Matkowski, né le 15 janvier 1981 à Barlinek, est un joueur de tennis polonais professionnel de 2003 à 2019.

## Carrière
Spécialiste du double, il reste essentiellement connu pour son association avec Mariusz Fyrstenberg. Les deux hommes ont joué ensemble 319 tournois entre 2001 et 2014. Il s'agit de la paire de double la plus prolifique de l'époque après les frères Bryan. Ils ont remporté 15 tournois ATP dont deux fois le Masters de Madrid et atteint 23 finales dont 4 Masters 1000 et un Grand Chelem. Ils ont mis un terme à leur collaboration après leur victoire à l'Open de Moselle. En 2015, il a joué avec Robert Lindstedt puis Nenad Zimonjić.
En 2011, il atteint la finale de l'US Open en double avec Mariusz Fyrstenberg. Ils s'y inclinent face à Jürgen Melzer et Philipp Petzschner. Leur saison leur permet de se qualifier pour les Masters et ils y atteignent la finale où ils sont battus par Max Mirnyi et Daniel Nestor.
En 2012, il atteint la finale de l'US Open en double mixte avec la Tchèque Květa Peschke. En 2015, il atteint celle de Roland-Garros avec Lucie Hradecká.
Membre de l'équipe de Pologne de Coupe Davis depuis 2000, il totalise 25 victoires pour 8 défaites dans ses matchs de double.

## Parcours dans les tournois duGrand Chelem

### En simple
N'a jamais participé à un tableau final.

### En double
| Année | Open d'Australie               | Open d'Australie            | Internationaux de France         | Internationaux de France    | Wimbledon                      | Wimbledon                   | US Open                        | US Open                   |
| ----- | ------------------------------ | --------------------------- | -------------------------------- | --------------------------- | ------------------------------ | --------------------------- | ------------------------------ | ------------------------- |
| 2004  | —                              | —                           | 1/8 de finale M. Fyrstenberg     | K. Braasch S. Sargsian      | 2e tour (1/16) M. Fyrstenberg  | J. Knowle N. Zimonjić       | 2e tour (1/16) M. Fyrstenberg  | F. Mayer R. Wassen        |
| 2005  | 1er tour (1/32) M. Fyrstenberg | J. Blake Mardy Fish         | 1/8 de finale A. Waske           | Martin Damm M. Hood         | 2e tour (1/16) M. Fyrstenberg  | Cyril Suk P. Vízner         | 1er tour (1/32) M. Fyrstenberg | D. Hrbatý M. Mertiňák     |
| 2006  | 1/2 finale M. Fyrstenberg      | Martin Damm Leander Paes    | 2e tour (1/16) M. Fyrstenberg    | J. Haehnel A. Sidorenko     | 1er tour (1/32) M. Fyrstenberg | R. Delgado André Sá         | 1/8 de finale M. Fyrstenberg   | A. Fisher T. Phillips     |
| 2007  | 1er tour (1/32) M. Fyrstenberg | M. Baghdatís K. Economidis  | 1er tour (1/32) M. Fyrstenberg   | M. Bhupathi R. Štěpánek     | 1er tour (1/32) C. Haggard     | Martin Damm Leander Paes    | 1/8 de finale M. Fyrstenberg   | Paul Hanley K. Ullyett    |
| 2008  | 1/8 de finale M. Fyrstenberg   | M. Bhupathi M. Knowles      | 2e tour (1/16) M. Fyrstenberg    | M. Mertiňák J.-C. Scherrer  | 1er tour (1/32) M. Fyrstenberg | R. Bopanna A.-U.-H. Qureshi | 1er tour (1/32) M. Fyrstenberg | I. Andreev M. Zverev      |
| 2009  | 1/4 de finale M. Fyrstenberg   | Łukasz Kubot O. Marach      | 2e tour (1/16) M. Fyrstenberg    | Marc López T. Robredo       | 1er tour (1/32) M. Fyrstenberg | Eric Butorac Scott Lipsky   | 1er tour (1/32) M. Fyrstenberg | R. Harrison K. Van't Hof  |
| 2010  | 2e tour (1/16) M. Fyrstenberg  | Eric Butorac Rajeev Ram     | 1/4 de finale M. Fyrstenberg     | Lukáš Dlouhý Leander Paes   | 2e tour (1/16) M. Fyrstenberg  | Lu Y-h. J. Tipsarević       | 1/4 de finale M. Fyrstenberg   | Bob Bryan Mike Bryan      |
| 2011  | 1/4 de finale M. Fyrstenberg   | Max Mirnyi D. Nestor        | 1er tour (1/32) M. Fyrstenberg   | J. Benneteau N. Mahut       | 1er tour (1/32) M. Fyrstenberg | C. Fleming R. Hutchins      | Finale M. Fyrstenberg          | J. Melzer P. Petzschner   |
| 2012  | 1/4 de finale M. Fyrstenberg   | Bob Bryan Mike Bryan        | 1/8 de finale M. Fyrstenberg     | D. Bracciali P. Starace     | 1er tour (1/32) M. Fyrstenberg | J. Brunström P. Marx        | 1er tour (1/32) M. Fyrstenberg | R. Harrison C. Harrison   |
| 2013  | 1er tour (1/32) M. Fyrstenberg | John Peers J.-P. Smith      | 1/4 de finale M. Fyrstenberg     | A. Peya Bruno Soares        | 1/8 de finale Łukasz Kubot     | Leander Paes R. Štěpánek    | 1er tour (1/32) M. Fyrstenberg | S. Stakhovsky M. Youzhny  |
| 2014  | 1/8 de finale M. Fyrstenberg   | D. Nestor N. Zimonjić       | 1er tour (1/32) M. Fyrstenberg   | M. Draganja F. Mergea       | 1/8 de finale J. S. Cabal      | Bob Bryan Mike Bryan        | 1/8 de finale M. Fyrstenberg   | Ivan Dodig M. Melo        |
| 2015  | 2e tour (1/16) R. Lindstedt    | J. Erlich T. C. Huey        | 1/4 de finale N. Zimonjić        | Bob Bryan Mike Bryan        | 1/4 de finale N. Zimonjić      | J.-J. Rojer Horia Tecău     | 1/4 de finale N. Zimonjić      | J. Murray John Peers      |
| 2016  | 2e tour (1/16) Łukasz Kubot    | Daniel Nestor R. Štěpánek   | 1/4 de finale Leander Paes       | Bob Bryan Mike Bryan        | 2e tour (1/16) Leander Paes    | H. Kontinen John Peers      | 2e tour (1/16) J. Melzer       | Jamie Murray Bruno Soares |
| 2017  | 2e tour (1/16) J. Janowicz     | P.-H. Herbert Nicolas Mahut | 2e tour (1/16) É. Roger-Vasselin | A. Molteni A. Shamasdin     | 1/4 de finale Max Mirnyi       | Oliver Marach Mate Pavić    | 1er tour (1/32) Max Mirnyi     | T. Fritz R. Opelka        |
| 2018  | 1/4 de finale A.-U.-H. Qureshi | Bob Bryan Mike Bryan        | 1er tour (1/32) R. Lindstedt     | P.-H. Herbert Nicolas Mahut | 1/8 de finale J. Erlich        | Divij Sharan Artem Sitak    | 1er tour (1/32) D. Marrero     | M. González Nicolás Jarry |
| 2019  | 1er tour (1/32) Martin Kližan  | Gong Maoxin Zhang Ze        | —                                | —                           | —                              | —                           | —                              | —                         |

N.B. : le nom du partenaire se trouve sous le résultat ; le nom des ultimes adversaires se trouve à droite.

### En double mixte
| Année | Open d'Australie               | Open d'Australie           | Internationaux de France       | Internationaux de France    | Wimbledon                       | Wimbledon                    | US Open                        | US Open                      |
| ----- | ------------------------------ | -------------------------- | ------------------------------ | --------------------------- | ------------------------------- | ---------------------------- | ------------------------------ | ---------------------------- |
| 2007  | —                              | —                          | —                              | —                           | 1/4 de finale Cara Black        | J. Janković Jamie Murray     | 1er tour (1/16) Cara Black     | A. Radwańska M. Fyrstenberg  |
| 2008  | —                              | —                          | —                              | —                           | 2e tour (1/16) C. Wozniacki     | K. Srebotnik Mike Bryan      | 2e tour (1/8) C. Wozniacki     | Cara Black Leander Paes      |
| 2009  | —                              | —                          | —                              | —                           | 3e tour (1/8) L. Raymond        | I. Benešová Lukáš Dlouhý     | 1/4 de finale Lisa Raymond     | C. Gullickson Travis Parrott |
| 2010  | —                              | —                          | —                              | —                           | 2e tour (1/16) T. Garbin        | Anna Smith J. Marray         | 2e tour (1/8) O. Govortsova    | Lisa Raymond W. Moodie       |
| 2011  | —                              | —                          | 2e tour (1/8) Chuang C-j.      | I. Benešová Leander Paes    | 1er tour (1/32) K. Jans-Ignacik | N. Grandin Ashley Fisher     | 1/4 de finale O. Govortsova    | Elena Vesnina Leander Paes   |
| 2012  | 2e tour (1/8) Hsieh Su-wei     | E. Vesnina Leander Paes    | 2e tour (1/8) A.-L. Grönefeld  | K. Jans-Ignacik S. González | —                               | —                            | Finale Květa Peschke           | E. Makarova Bruno Soares     |
| 2013  | 1/2 finale Květa Peschke       | L. Hradecká F. Čermák      | 1er tour (1/16) Květa Peschke  | A. Hlaváčková Lukáš Dlouhý  | 1/4 de finale Květa Peschke     | K. Srebotnik N. Zimonjić     | 1/4 de finale Květa Peschke    | A. Hlaváčková Max Mirnyi     |
| 2014  | 2e tour (1/8) Květa Peschke    | J. Gajdošová Matthew Ebden | 1er tour (1/16) Květa Peschke  | Sania Mirza Horia Tecău     | —                               | —                            | 1/4 de finale Květa Peschke    | Chan Yung-jan Ross Hutchins  |
| 2015  | 1er tour (1/16) Květa Peschke  | C. Dellacqua John Peers    | Finale Lucie Hradecká          | B. Mattek-Sands Mike Bryan  | 1/4 de finale Elena Vesnina     | Martina Hingis Leander Paes  | 1er tour (1/16) Lucie Hradecká | B. Mattek-Sands Sam Querrey  |
| 2016  | 1er tour (1/16) Lucie Hradecká | C. Vandeweghe Horia Tecău  | 1er tour (1/16) Lucie Hradecká | Y. Shvedova Florin Mergea   | 1/4 de finale K. Srebotnik      | Y. Shvedova A.-U.-H. Qureshi | 1er tour (1/16) Lucie Hradecká | A. Kudryavtseva Scott Lipsky |
| 2017  | 1er tour (1/16) Liezel Huber   | Xu Yifan Fabrice Martin    | 1/4 de finale Lucie Hradecká   | C. Dellacqua Rajeev Ram     | 2e tour (1/16) Květa Peschke    | M. J. Martínez M. Demoliner  | 1/4 de finale Lucie Hradecká   | An. Rodionova Oliver Marach  |
| 2018  | —                              | —                          | 1er tour (1/16) K. Peschke     | A. Spears J. S. Cabal       | 2e tour (1/16) M. Buzărnescu    | H. Watson H. Kontinen        | —                              | —                            |

N.B. : le nom de la partenaire se trouve sous le résultat ; le nom des ultimes adversaires se trouve à droite.

## Participation aux Masters

### En double
| Année | Ville                      | Surface    | Partenaire          | Résultats | Résultat final    |
| ----- | -------------------------- | ---------- | ------------------- | --------- | ----------------- |
| 2006  | Shanghai, Qi Zhong Stadium | Dur indoor | Mariusz Fyrstenberg | 0v, 3d    | Éliminé en poules |
| 2008  | Shanghai, Qi Zhong Stadium | Dur indoor | Mariusz Fyrstenberg | 2v, 2d    | Demi-finaliste    |
| 2009  | Londres, O2 Arena          | Dur indoor | Mariusz Fyrstenberg | 1v, 2d    | Éliminé en poules |
| 2010  | Londres, O2 Arena          | Dur indoor | Mariusz Fyrstenberg | 3v, 1d    | Demi-finaliste    |
| 2011  | Londres, O2 Arena          | Dur indoor | Mariusz Fyrstenberg | 3v, 2d    | Finaliste         |
| 2013  | Londres, O2 Arena          | Dur indoor | Mariusz Fyrstenberg | 1v, 2d    | Éliminé en poules |
| 2015  | Londres, O2 Arena          | Dur indoor | Nenad Zimonjić      | 0v, 3d    | Éliminé en poules |

## Classement ATP en fin de saison
| Année          | 2000 | 2001 | 2002 | 2003 | 2004 | 2005 | 2006 | 2007 | 2008 | 2009 | 2010 | 2011 | 2012 | 2013 | 2014 | 2015 | 2016 | 2017 | 2018 |
| Rang en double | 650  | 292  | 204  | 97   | 52   | 52   | 17   | 23   | 15   | 17   | 12   | 14   | 16   | 18   | 27   | 16   | 36   | 40   | 77   |

Source : (en) Classements de Marcin Matkowski sur le site officiel de la Fédération internationale de tennis